# Renegade Ops
Renegade Ops — це автомобільна бойова відеогра з видом зверху з рольовими елементами, розроблена Avalanche Studios та опублікована Sega. Вона була випущена 13 вересня 2011 для PlayStation 3 і 14 вересня 2011 для Xbox 360. Версію гри для Microsoft Windows було випущено 26 жовтня 2011 року.
Версія гри для Steam включає Гордона Фрімена і баггі, які він використовує в Half-Life 2 в якості додаткових бонусних персонажів і транспортних засобів, а також Мурашиного лева з тієї ж гри в якості додаткової спеціальної зброї.

## Сюжет
Як абсолютного зла в Renegade Ops виступає персонаж з ім'ям Інферно, що говорить. Цей негідник підірвав одне з найбільших міст світу, після чого сховався у банановій республіці. Лідери держав чомусь розпочинають мирні переговори з цим дияволом. Проте такий розвиток подій не влаштовує генерала Брайанта. Він збирає загін своїх найкращих бійців (за яких вам якраз і треба грати) і вирушає прямо в лігво звіра.

## Геймплей
Героїв відправляють на самогубні операції. Вони руйнують ворожі бази, захищають мирних громадян, розправляються з офіцерами, перетворюють на пилюку цілі військові комплекси. Іноді в дійство вклинюються побічні доручення, але більшість їх виконуються по ходу справи. Все, так чи інакше, зводиться до стрілянини та знищення всього живого.
Крім стандартного кулемета та спеціальних здібностей героям можна встановлювати на свої автомобілі ще одну додаткову зброю з обмеженим боєзапасом. Вогнемет або ракети дуже доречні в особливо напружених ситуаціях.
Самі герої та їх здібності:
- Арман. Здатність: Щит (невразливість на короткий час)
- Диз. Здатність: ЕМІ (імпульс відключає ворогів на час зброю)
- Роксі. Здібність: Авіаудар (бомбардування області навколо)
- Гуннар. Здатність: Важка зброя (перемикання на важкий кулемет з неможливістю руху)
- Гордон. Здатність: Мурашині леви (заклик роботів атакуючих ворогів)
- Щастимо. Здатність: Випіпелитель (вогненна буря навколо гравця)
- Кристал. Здатність: Силове поле (захисний купол)

## Оцінки
Гра отримала позитивні відгуки на всіх платформах, згідно з сайтом Metacritic.
На 2011 рік гра була продана тиражем понад 25 000 копій на Xbox Live Arcade.